# Куренёвское троллейбусное депо
Куренёвское троллейбусное депо (№ 4) (сокращенно КТД) — второе по количество троллейбусных маршрутов в Киеве:13 маршрутов, в том числе один ночной. Депо открыто 8 октября 1984 года на улице Сырецкой, 25,. Координаты депо: г. Киев, ул. Сырецкая, 25 50°29′24″ с. ш. 30°27′28″ в. д.. Ареал работы депо сосредоточен на левобережные маршруты (кроме маршрута №43), Оболонь и Виноградарь (маршрут №24).
Исполняющий обязанности директора - Карабчук Руслан Владимирович. На балансе депо числится 140 троллейбусов различных моделей, из которых на линию выходит около 116 машин.

## Маршруты

### Маршруты, которые эксплуатируются сейчас
| №   | Начальный пункт                        | Конечный пункт                    | Маршрут | Примечание                                 |
| --- | -------------------------------------- | --------------------------------- | --- | ------------------------------------------ |
| 24  | просп. Свободы                         | ул. Северная                      | просп. Свободы - просп. Правды - ул. Ярослава Ивашкевича - ул. Луговая - ул. Маршала Тимошенко - станция метро «Минская» - просп. Героев Сталинграда |                                            |
| 25  | просп. Свободы                         | Станция метро «Почайна»           | просп. Свободы — ул. Наталии Ужвий — ул. Мостицкая — ул. Вышгородская — ул. Кирилловская — просп. Степана Бандеры — Оболонский просп. |                                            |
| 29д | Дарницкая площадь                      | Железнодорожная платформа «Зенит» | просп. Мира - ул. Строителей - станция метро «Дарница» - просп. Освободителей - бульв. Перова - просп. Генерала Ватутина - просп. Степана Бандеры |                                            |
| 30  | ул. Милославская                       | ул. Кадетский Гай                 | просп. Владимира Маяковского - просп. Генерала Ватутина - просп. Степана Бандеры - ул. Елены Телиги - ул. Александра Довженко - ул. Вадима Гетьмана - Чоколовский бульв. - Севастопольская площадь - ул. Народного Ополчения                                          |                                            |
| 31  | ул. Милославская                       | Железнодорожная платформа «Зенит» | ул. Радунская - ул. Марины Цветаевой - просп. Владимира Маяковского - просп. Генерала Ватутина - просп. Степана Бандеры |                                            |
| 32  | ул. Сошенка                            | ул. Северная                      | площадь Шевченка - ул. Полярная - ул. Героев Днепра - просп. Героев Сталинграда |                                            |
| 34  | Станция метро «Почайна»                | ул. Северная                      | просп. Степана Бандеры - просп. Героев Сталинграда - станция метро «Минская» - просп. Героев Сталинграда |                                            |
| 34к | просп. Степана Бандеры                 | ул. Северная                      | просп. Героев Сталинграда - станция метро «Минская» - просп. Героев Сталинграда |                                            |
| 36  | ул. Северная                           | Станция метро «Святошин»          | просп. Героев Сталинграда - станция метро «Минская» - ул. Маршала Тимошенко - ул. Луговая - ул. Ярослава Ивашкевича - просп. Правды - ул. Ивана Виговского - ул. Данила Щербакивского - станция метро «Нивки» - просп. Победы                                         | Совместно с троллейбусным депо №2.         |
| 37  | ул. Милославская                       | Станция метро «Лесная»            | ул. Радунская - ул. Теодора Драйзера - ул. Братиславская - Лесной просп. - ул. Маршала Жукова (Кубанской Украины) (В обратном направлении — ул. Киото - ул. Милютенко)                                                                                                |                                            |
| 37а | Поликлиника (ул. Николая Закаревского) | Станция метро «Лесная»            | ул. Константина Данькевича - ул. Марины Цветаевой - ул. Радунская - ул. Теодора Драйзера - ул. Братиславская - Лесной просп. - ул. Милютенко (В обратном направлении — ул. Киото - ул. Маршала Жукова (Кубанской Украины))                                            |                                            |
| 44  | просп. Степана Бандери                 | ул. Северная                      | просп. Героев Сталинграда - ул. Александра Архипенко - ул. Маршала Малиновского - ул. Маршала Тимошенко - ул. Зои Гайдай - ул. Героев Днепра - просп. Героев Сталинграда                                                                                              |                                            |
| 47  | ул. Милославская                       | Станция метро «Минская»           | просп. Владимира Маяковского - просп. Генерала Ватутина - просп. Героев Сталинграда |                                            |
| 50к | ул. Милославская                       | Дарницкая площадь                 | просп. Владимира Маяковского - бульв. Перова - просп. Освободителей - станция метро «Дарница» - ул. Строителей |                                            |
| 91Н | Железнодорожный вокзал "Центральный"   | ул. Милославская                  | ул. Радунская - ул. Марины Цветаевой - просп. Владимира Маяковского - бульв. Перова - просп. Освободителей - станция метро «Дарница» - ул. Строителей - Дарницкая площадь - просп. Соборности - бульв. Дружбы Народов - ул. Большая Васильковская - ул. Саксаганского | Ночной. Совместно с троллейбусным депо №1. |

### Маршруты, которые раньше эксплуатировались в КТД
| №  | Начальный пункт                   | Конечный пункт                         |
| -- | --------------------------------- | -------------------------------------- |
| 18 | Площадь Независимости             | ул. Сошенко                            |
| 25 | Станция метро «Петровка»          | просп. Свободы                         |
| 28 | Железнодорожная платформа «Зенит» | Станция скоростного трамвая «Ватутина» |
| 28 | просп. Свободы                    | Станция метро «Лукьяновская»           |
| 35 | Станция метро «Дорогожичи»        | ул. Ярослава Ивашкевича                |
| 36 | Станция метро «Нивки»             | ул. Ярослава Ивашкевича                |
| 50 | Станция метро «Лыбидская»         | ул. Милославская                       |

### Маршруты, которые отменены
| №    | Начальный пункт         | Конечный пункт      | Примечание                                                 |
| ---- | ----------------------- | ------------------- | ---------------------------------------------------------- |
| 10   | Ул. Милославская        | Ул. Закревского     | Отменен 01.01.2009                                         |
| 24-к | Станция метро «Минская» | ул. Северная        | Отменен 2002                                               |
| 25   | Лукьяновская площадь    | Ул. Демьяна Бедного | Действовал в течение 1970—1987 годов.                      |
| 31   | ул. Сабурова            | Индустриальный мост | Действовал в течение 1986—1991 годов.                      |
| 30К  | ул. Милославская        | ул. Дегтярёвская    | Действовал на период реконструкции Шулявского путепровода. |

## История

### Маршруты от1 января1980 года
- 8 октября 1984 года открыто депо № 4 по ул. Сырецкой.
- 1984 год Начало эксплуатации троллейбусов марки Škoda 9Tr, Škoda 9Tr13, Škoda 9Tr14, Škoda 9Tr15, Škoda 9Tr18,Škoda 9Tr22 и Škoda 9TrH29
- 2 января 1986 года пущен маршрут № 31 «Индустриальный путепровод — ул. Сабурова».
- 15 марта 1987 года введена служебная линия от ул. Фрунзе по ул. Копыловской до депо № 4.
- 1987 год Начало эксплуатации троллейбусов марки Škoda 14Tr02/6. Они работали в основном на маршруте № 29.
- 30 декабря 1988 года перенаправлен маршрут № 25 «просп. Свободы — станция метро „Петровка“».
- 1988 год Начало эксплуатации троллейбусов марки DAC-217E. До января 1992 года чаще всего встречались на маршруте № 31 «ул. Сабурова — Индустриальный мост». А после закрытия маршрута их равномерно распределили по маршрутам № 25 и № 30.
- 30 декабря 1989 года введена новая линия «ул. Сабурова — ул. Данькевича» по просп. В. Маяковского, продлён маршрут № 30 «Станция метро „Петровка“ — ул. Данькевича».
- 1989 год Конец эксплуатации троллейбусов марки Škoda 9Tr14 и Škoda 9Tr15.
- 1989 год Начало эксплуатации троллейбусов марки Škoda 14Tr89/6.

### Маршруты от1 января1990 года
- 1990 год Начало эксплуатации троллейбусов марки Škoda 15Tr02/6. Они работали преимущественно на маршруте № 18.
- 10 октября 1990 года введена новая линия «ул. Данькевича — Милославская ул.» по просп. В. Маяковского, продлён маршрут № 30 «Станция метро „Петровка“ — ул. Милославская».
- 1992 год Конец эксплуатации троллейбусов марки Škoda 9Tr13 и Škoda 9Tr18.
- 1993 год Конец эксплуатации троллейбусов марки Škoda 9Tr.
- 1993 год Передача троллейбусов марки:

1. Škoda 15Tr02/6 (Бортовые номера: 450—471 и 473—476) В ТРЭД № 2;
2. Škoda 14Tr02/6 (Бортовые номера: 401—409)в ТРЭД № 3,(Бортовой номер: 404) в ТРЭД № 2,(Бортовые номера: 410—411) в г. Черновцы;
3. Škoda 14Tr89/6 (Бортовые номера: 412—417) в г. Черновцы.

- 30 декабря 1995 года введена новая линия «ул. Ивашкевича — Северная ул. (на Оболони)» пр ул. Луговой, Маршала Тимошенко, просп. Героев Сталинграда, сюда перенаправлен маршрут № 24 «просп. Свободы — ул. Северная», а также пущен короткий маршрут № 24к «Станция метро „Минская“ — ул. Северная».
- 1996 год Из ТРЭД № 3 передан троллейбус марки Киев-12(Бортовой номер: 3000). Является прототипом Киев-12.01 и 12.03, с пассажирами не работал.
- 1996 год Начало эксплуатации троллейбусов марки Киев-12.01(Бортовой номер: 3100) и Киев-12.03
- 1998 год Конец эксплуатации троллейбусов марки Škoda 9TrH29.
- В конце 1990-х возвращён маршрут № 29 «ул. Серова — ж.-д. станция „Зенит“», до ж.-д. станции «Зенит» продлены маршруты № 30 и № 30к, а также пущены маршруты:

1. 32 ул. Сошенко — ул. Северная (к 2001 году временно закрыт)

### Маршруты от1 января2000 года
- 2001 год Начало эксплуатации троллейбусов марки ЮМЗ Т2
- 24 мая 2001 года введена линия от Московского просп. до Оболони по ул. Л. Гавро, М. Залки, просп. Героев Сталинграда, пущен маршрут № 34 «ж.-д. станция „Зенит“ — Станция метро „Минская“»
- 1 сентября 2001 года введена новая линия «площ. Т. Шевченко — Северная ул.» по ул. Полярной и Героев Днепра, по ней пущен маршрут № 32 (конечные не менялись).
- 1 октября 2001 года введена новая линия «просп. Маяковского — Милославская ул.» по ул. Марины Цветаевой и Радунской.
- В 2002 году закрыты маршруты № 24к, № 30к и № 31.
- 7 марта 2002 года введена новая линия «просп. В. Маяковского — станция метро „Лесная“» по ул. Братиславской, Лесному просп., ул. Маршала Жукова, пущен маршрут № 37 «просп. В. Маяковского — Станция метро „Лесная“».
- 8 мая 2002 года введена новая линия от ул. Марины Цветаевой до просп. Маяковского по ул. Радунской и Теодора Драйзера, по новой трассе пошёл продлён маршрут № 37 «ул. Милославская — Станция метро „Лесная“» и № 31 «ж.-д. станция „Зенит“ — ул. Милославская», а также пущен маршрут № 37а «ул. М. Цветаевой — Станция метро „Лесная“»
- 2003 год Конец эксплуатации троллейбусов марки Škoda 9TrH29.
- 2003 год Троллейбус марки Киев-12(Бортовой номер: 3000) был списан.
- 19 января 2005 года введено кольцо на Троещине: ул. Марины Цветаевой, Николая Закревского, Данькевича, пущен новый маршрут № 10 «ул. Милославская — Поликлиника (ул. Закревского)», закрыт маршрут № 37а.
- 2005 год Из ТРЭД № 1 были переданы два троллейбуса марки Киев-12.03(Бортовые номера: 1111 1112)и 2 троллейбуса марки Киев-12.03(Бортовые номера:2504 и 2505).
- 2005 год Начало эксплуатации троллейбусов марки ЮМЗ Е186
- 25 мая 2006 года введены 2 участка на Оболони: по ул. Зои Гайдай от ул. Героев Днепра до ул. Маршала Тимошенко и по ул. Маршала Малиновского от ул. Луговой до ул. Мате Залки, пущен маршрут № 44 «просп. Московский — ул. Северная».
- 1 сентября 2006 года пущен маршрут № 24к «Станция метро „Минская“ — ул. Северная».

- 21 августа 2007 года введена новая линия «ул. Серова — Ленинградская площ.» по бул. Перова, просп. Освободителей, у станции метро «Дарница», по ул. Строителей, просп. Мира, пущен маршрут № 46 «Ленинградская площадь — ул. Милославская». 5 ноября 2007 года был пущен дополнительный маршрут № 46к «Станция метро „Дарница“ — ул. Милославская».

- 2007 год Начало эксплуатации троллейбусов марки Богдан E231, ЛАЗ E301D1.
- 9 октября 2009 года закрыт маршрут № 29.
- 2009 год Конец эксплуатации троллейбусов марки DAC-217E

### Маршруты от1 января2010 года
- 28 января 2011 года пущен маршрут № 37а «Станция метро „Лесная“ — Поликлиника».
- 6 мая 2011 года восстановлен маршрут № 29 «Ж.-д. станция „Зенит“ — ул. Серова».
- 2012 год Начало эксплуатации троллейбусов марки Богдан Т90110.
- 2012 года в Киев пришло 17 троллейбусов ЛАЗ Е301Д1 партия 17 машин, из них 7 направлены в ТД № 4.
- 25 октября 2012 года введен скоростной троллейбус по маршруту № 28 «жд.пл. „Зенит“ — Станция „Ватутина“». Обслуживается совместно с троллейбусным депо №3. Отменен 18 октября 2013 года.
- 19 по 27 сентября 2014 года из-за закрытия городской электрички работал временный маршрут № 30к «Ж/д ст. «Зенит» — ст. «Ватутина».
- 8 октября 2014 года троллейбусный маршрут № 46 сменил номер на № 50, а 46к — на 50к.
- 2015 год Начало эксплуатации троллейбусов марки Богдан Т70110.
- 2015 год  троллейбусы моделей ЮМЗ Е186 и Богдан E231 выведен из эксплуатации и переданы в автобусный парк №7.
- 2 октября 2015 года пущен новый маршрут № 47 «ул. Милославская — ст. м. «Минская»» и был продлен маршрут № 29 от ул. Серова до ст. м. «Дарница».
- 15 ноября 2016 года маршрут № 30 продлен до ул. Кадетский Гай по трассе «ул. Милославская — ул. Кадетский Гай».

- 20 декабря 2016 года продлены маршруты:

1. 50 — от Дарницкой пл. до ст. м. «Лыбедская» по трассе «ул. Милославская - ст. м. «Лыбедская»»;
2. 50к — от ст. м. «Дарница» до Дарницкой пл. по трассе «ул. Милославская - Дарницкая пл».

- С начала января 2017 года открыт ночной маршруты 91н «Железнодорожний вокзал «Центральный» - ул. Милославская».
- 22 августа 2018 года вносятся изменения в трассу следования ночного маршрута № 91н. А именно: маршрут удлиняется от проспекта Владимира Маяковского по улицам Марины Цветаевой и Радунской до улицы Милославской (конечная троллейбусов №№31, 37)[3].
- 2019 год Начало эксплуатации троллейбусов марки Богдан Т90117.
- 17 марта 2019 года в связи с реконструкцией Шулявского путепровода маршрут №30 перенаправлен через улицы Рижскую, Дорогожицкую, Мельникова, Черновола и Воздухофлотский проспект, а также пущен маршрут № 30К «Ул. Милославская - ул. Дегтяревская».
- 27 июля 2019 года введена новая линия по ул. Киото и Милютенко, по ней перенаправлены маршруты:

1. 37 (по часовой стрелке) — по ул. Жукова, Киото, Милютенко;
2. 37а (против часовой стрелки) — по ул. Милютенко, Киото, Жукова.

### Маршруты от1 января2020 года
- 23 марта 2020 года в связи с пандемией COVID-19 приостановлена работа всех маршрутов, за исключением маршрута №30, а ночной маршрут №91н стал работать в дневном режиме. Проезд в этих маршрутах осуществляется только для отдельных категорий граждан и при наличии спецпропусков, документов, удостоверяющих личность и средств индивидуальной защиты.
- 12 мая 2020 года дополнительно пущен маршрут №37а «Поликлиника — Станция метро "Лесная"».
- 23 мая 2020 года возобновлена работа всех маршрутов в обычном режиме, маршрут №30 возвращен через улицы Довженко, Гетьмана, Чоколовский бульвар, маршрут №30К упразднен.
- 15 декабря 2020 года из-за падения опор контактной сети на Шулявском путепроводе троллейбусные маршруты № 22, 27, 30, 42 работали в режиме как во время реконструкции Шулявского моста и были восстановлены временные маршруты которые работали во время реконструкции. А маршруты № 22, 30 ездили через Лукьяновку, проспект Вячеслава Чорновола, Воздухофлотский проспект и дальше по своим маршрутам.
- 31 декабря 2020 года Возобновляется движение троллейбусов № 22, 27, 30, 42 по обычным схемам движения. Временные маршруты отменяются.

## = Маршруты от1 января2023 года
- 15 февраля 2023 год конец линейной эксплуатации модели Киев 12.03.

За 2022 Год Работали 11 Троллейбусов. 4030,4034,4036,4037,4040,4041,4042,4043,4044,4045,4046.